# Richard J. Terrile
Richard John Terrile (n. 22 martie 1951 la New York) este un om de știință american, membru al programului Voyager, care a descoperit mai mulți sateliți ai planetelor Saturn, Uranus și Neptun. El lucrează pentru NASA Jet Propulsion Laboratory. Pe 22 decembrie a candidat la un post de astronaut NASA pentru misiunea Spacelab, dar nu a fost selectat.

## În astronomie
Richard Terrile a ajut la proiectarea misiunilor spațiale spre planeta Marte, a descoperit patru noi luni în jurul lui Saturn, Neptun și Uranus și a fotografiat un sistem solar distant.
- Satelitul planetei Saturn, Atlas a fost descoperit de Richard Terrile în 1980 în fotografiile făcute de Voyager 1 la întâlnirea cu Saturn.
- Satelitul planetei Uranus, Ophelia a fost descoperit de Richard Terrile în 1986 în fotografiile făcute de Voyager 2.
- Satelitul planetei Uranus, Cordelia a fost descoperit de Richard Terrile pe 20 ianuarie 1986.
- Satelitul planetei Neptun, Neptun IV sau Thalassa a fost descoperit de Richard J. Terrile în septembrie 1989, pe baza imaginilor luate de proba Voyager 2.

## Ipoteza simulării
Richard Terrile este adeptul ipotezei cum că Pământul, oamenii și întreg Universul se găsesc într-o simulare gigantă într-un supercalculator. Richard Terrile pornește de la ideea că orice imagine generată de computer, indiferent cât este de realistă, este formată din pixeli care apar în momentul când se mărește suficient imaginea. Fizicienii au descoperit că materia este formată particule indivizibile de miliarde de ori mai mici decât un atom. De acest lucru se ocupă mecanica cuantică, care s-ar aplica nu doar materiei, ci și întregului univers. În concluzie universul este cuantificat, cu alte cuvinte este format din pixeli.